# Несята (Кличевский район)
Несята (бел. Няся́та) — агрогородок в Кличевском районе Могилёвской области Беларуси. Административный центр Несятского сельсовета.

## География
Расположен в 11 км на запад от Кличева, в 102 км от Могилёва, 43 км от Бобруйска, в 4 км от железнодорожной станции Несета.
Пролегает дорога Н-10605.
Ближайшие населённые пункты Буднево, Плоское, Смолярня, Турчанка и др.

### Гидрография
Около агрогородка протекает река Несета.

## История

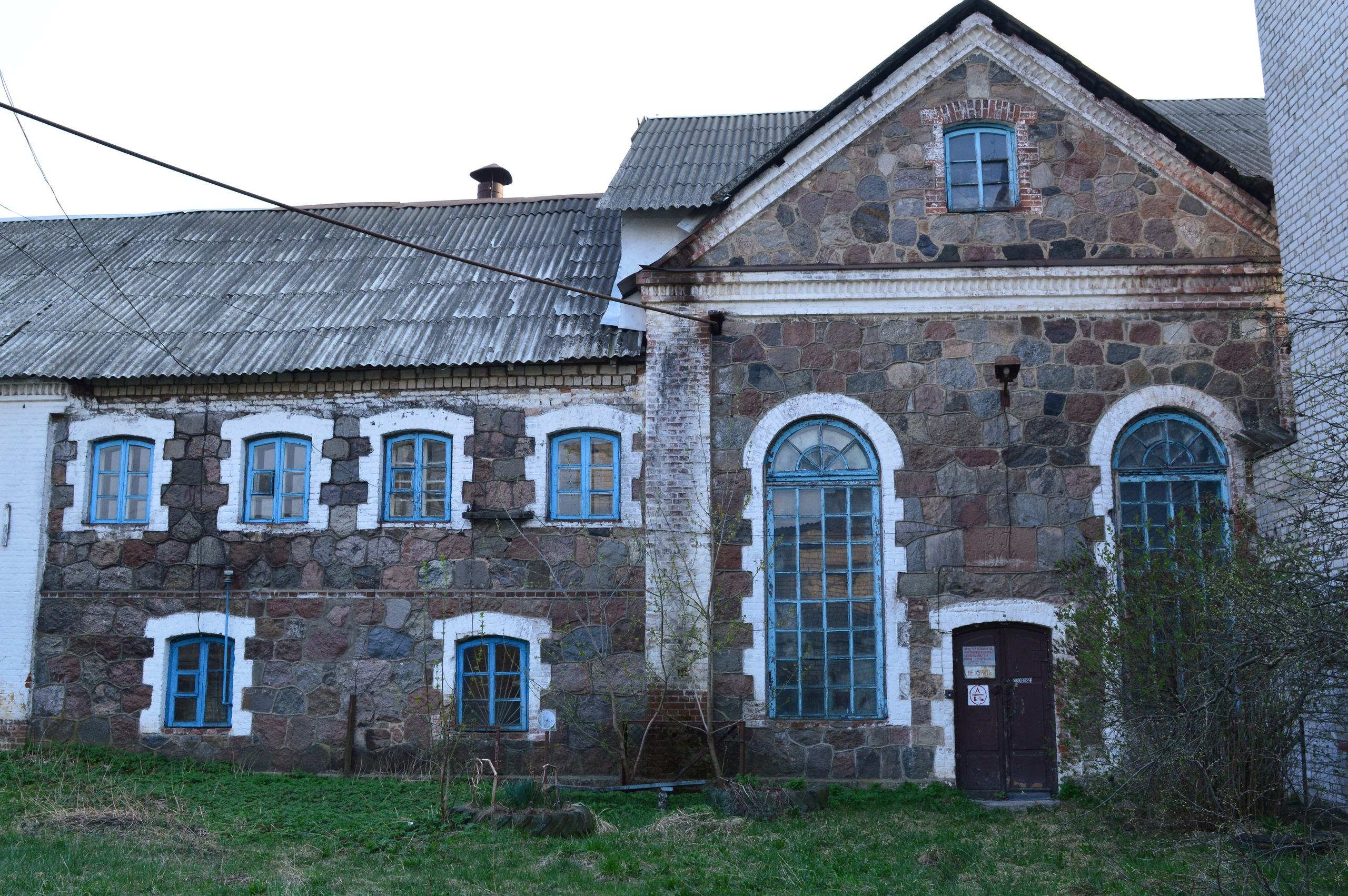
Винокуренный завод пана Павликовского, основан в 1904 году.

Деревня известна с середины XVI века. В 1599 году упоминается как деревня в составе имения Буднево в Оршанском уезде Великого Княжества Литовского. В 1650 году село Несято, шляхетская собственность. Во второй половине XVIII века построена церковь.
В 1839 году — в Бобруйском уезде Минской губернии, собственность помещика, существовал хлебозапасный магазин. По сведениям 1885 года действовали кожевенный завод, церковь православная, часовня. В 1897 году — церковно-приходская школа, хлебозапасный магазин, раз в год проводилась ярмарка. Рядом существовали одноименные выселки (6 дворов, 41 житель, водяная мельница, постоялый двор) и имение (3 двора, 18 жителей). В 1904 году основан винокуренный завод. В 1916 году открыта школа (1-классное народное училище). В 1917 году в селе 73 двора, 464 жителя
Белорусский историк и этнограф Александр Ельский в «Географическом словаре Королевства Польского и других славянских стран» (1886 г., Т. 7, с. 112) сообщал, что в Несете 20 дворов с полными наделами, а здешние земли (более 212 волок) — давнее наследие Павликовских; действовала церковь (имела около 2 волок земли), доход от мельниц составлял около 300 руб. Во втором томе того самого словаря размещены воспоминания о Несете Евы Фелинской (с. 350).
В 1919 году в бывшем панском имении (поместье) создано народное хозяйство «Несята», имевшее 358 га земли, винокуренный завод. В 1922 году открыта изба-читальня. Работали паровая мельница и сукновальня. В 1924 году открыта 4-летняя школа, в 1925 году 65 учеников, работали драматический и хоровые кружки. В 1931 году организован колхоз имени Ф. Энгельса, открыта детская площадка.  Рядом с деревней, в урочище Кладище, в 1934 году организована Несятская МТС. В 1938 году в мастерской МТС смонтирована электроустановка, которая дала свет деревне.
В феврале 1942 года гитлеровцы расстреляли 10 мирных жителей. В 1945 году открыт детский дом (действовал до 1969 года).
На начало 1992 года работали средняя школа, Дом культуры, библиотека, приёмный пункт бытового обслуживания населения, филиал музыкальной школы, фельдшерско-акушерский пункт и др.
В 2010 году деревня Несята преобразована в агрогородок.

## Население

### Численность
- 2009 год — 643 жителей

### Динамика
- XIX век: 1839 год — 94 ревизские души; 1885 год — 15 дворов, 200 жителей[3]; 1897 год — 52 дворов, 376 жителей.
- XX век: 1908 год — в селе 61 двор, 395 жителей, в имении 1 двор, 41 житель[3]; 1992 год — 312 дворов, 816 жителей.
- XXI век: 1999 год — 770 жителей (перепись населения); 2000 год — 766 жителей, 295 дворов; 2009 год — 643 жителей (перепись населения)[3].

## Культура
- Дом культуры
- Библиотека
- Музей ГУО "Несятская средняя школа Кличевского района"

## Достопримечательность
- Братская могила советских воинов и партизан[5].
- Около агрогородка курганный могильник дреговичей (VIII — X вв.)[6].
- Винокуренный завод 1904 г., основан местным паном Павликовским.

### Памятник, скульптура
- Памятник В. И. Ленину

## Галерея

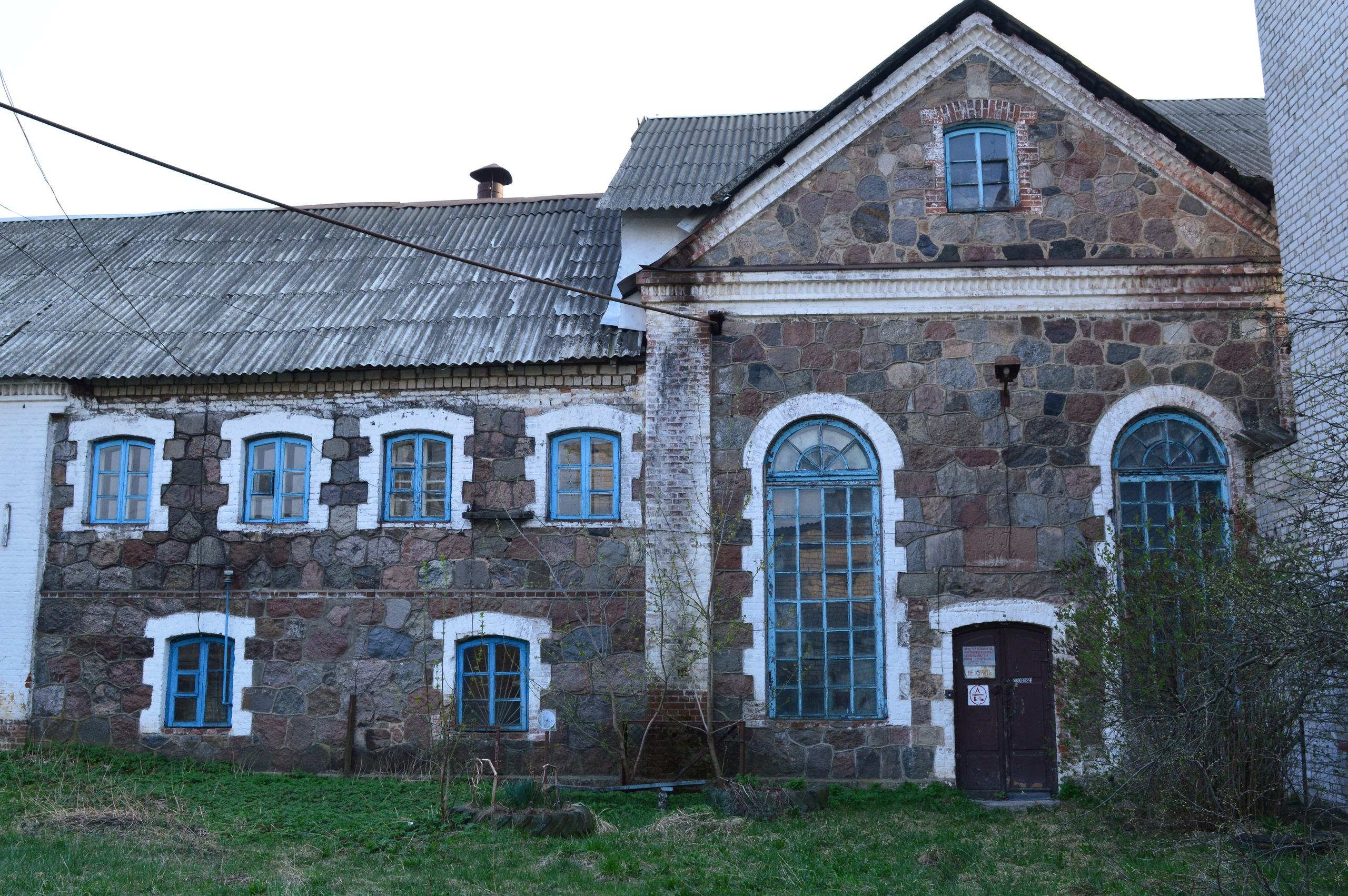
Винокуренный завод пана Павликовского, основан в 1904 году.
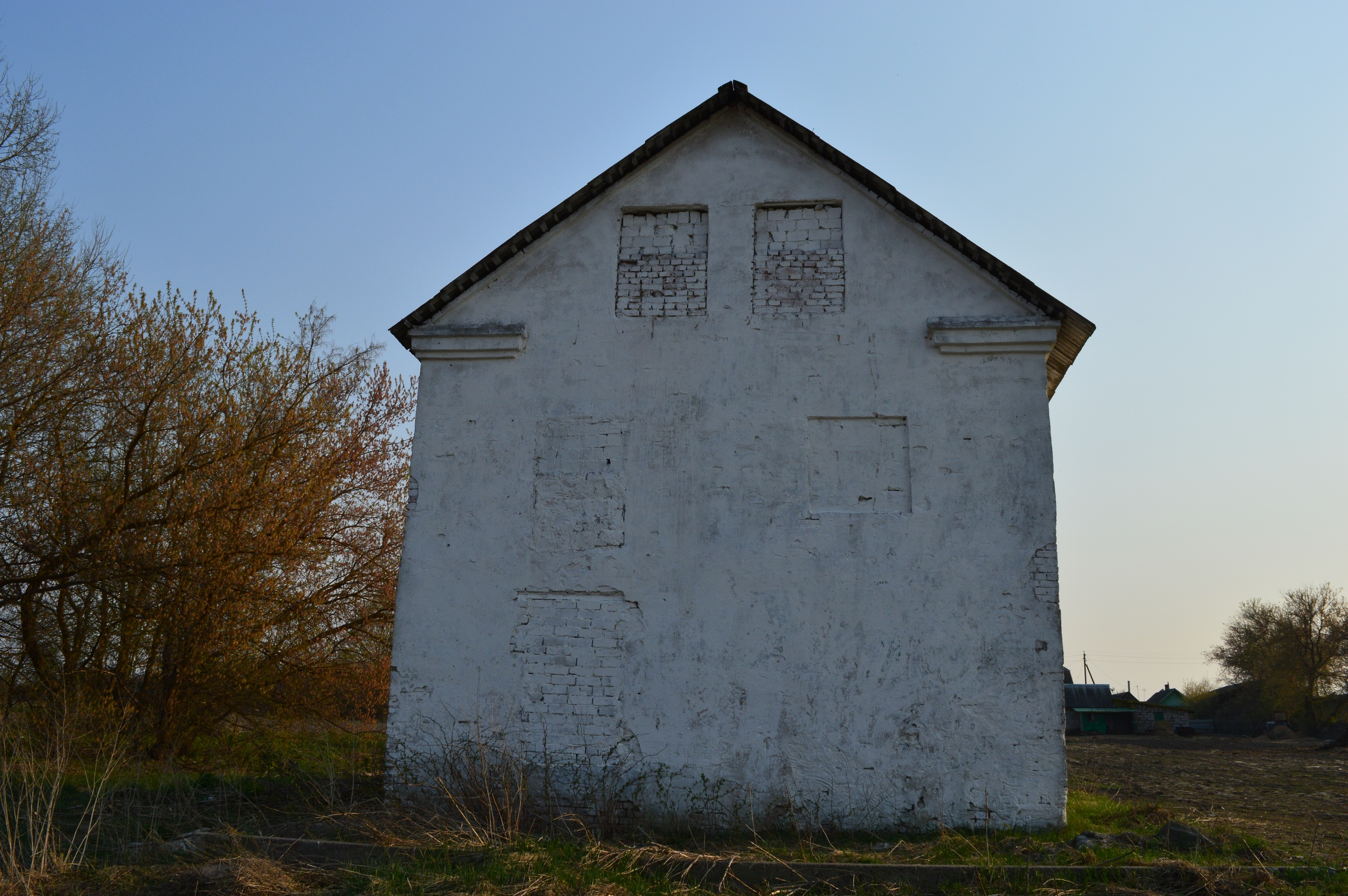
Мельница. Находится на въезде в агрогородок, рядом с рекой Несета.
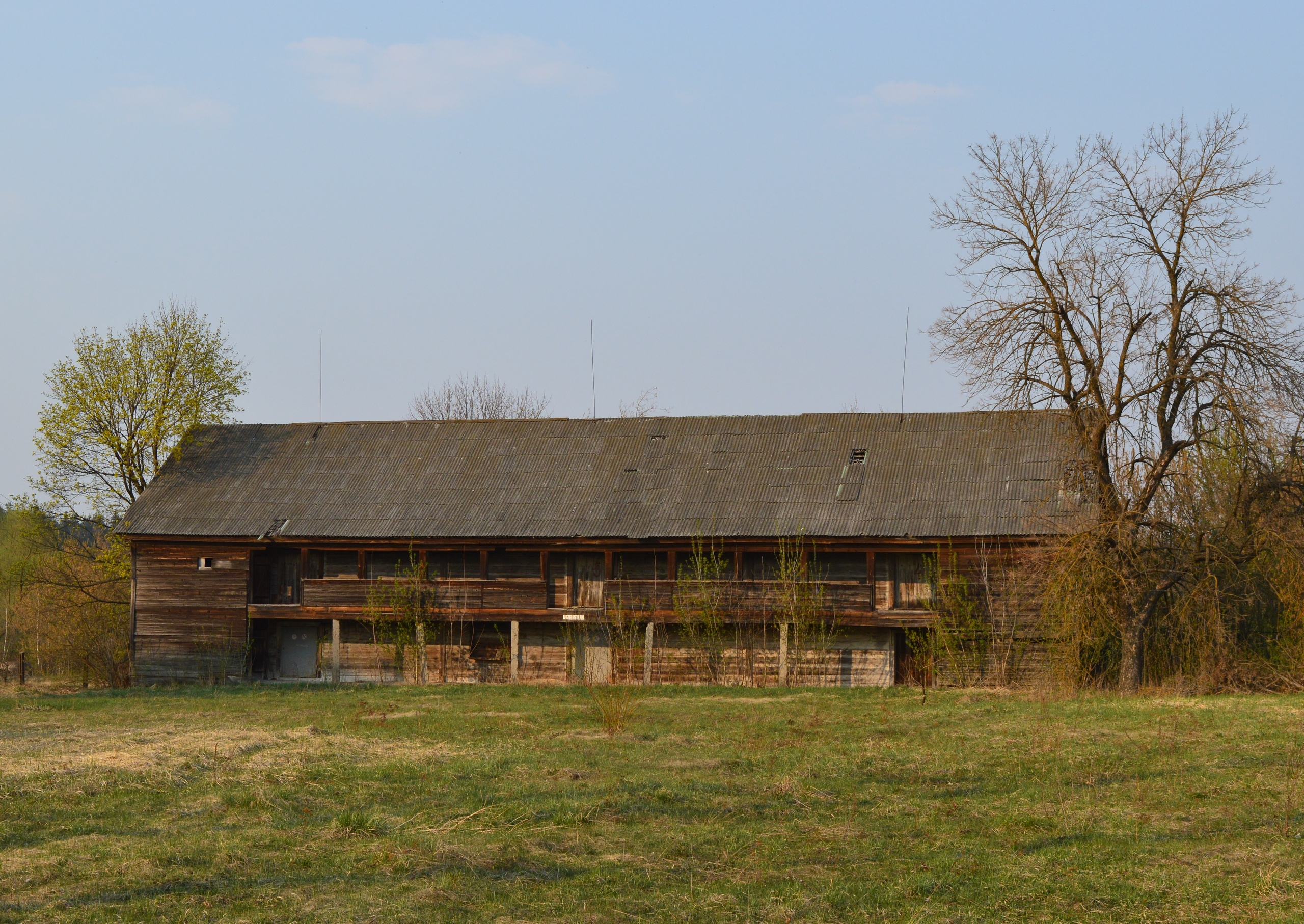
Лямус
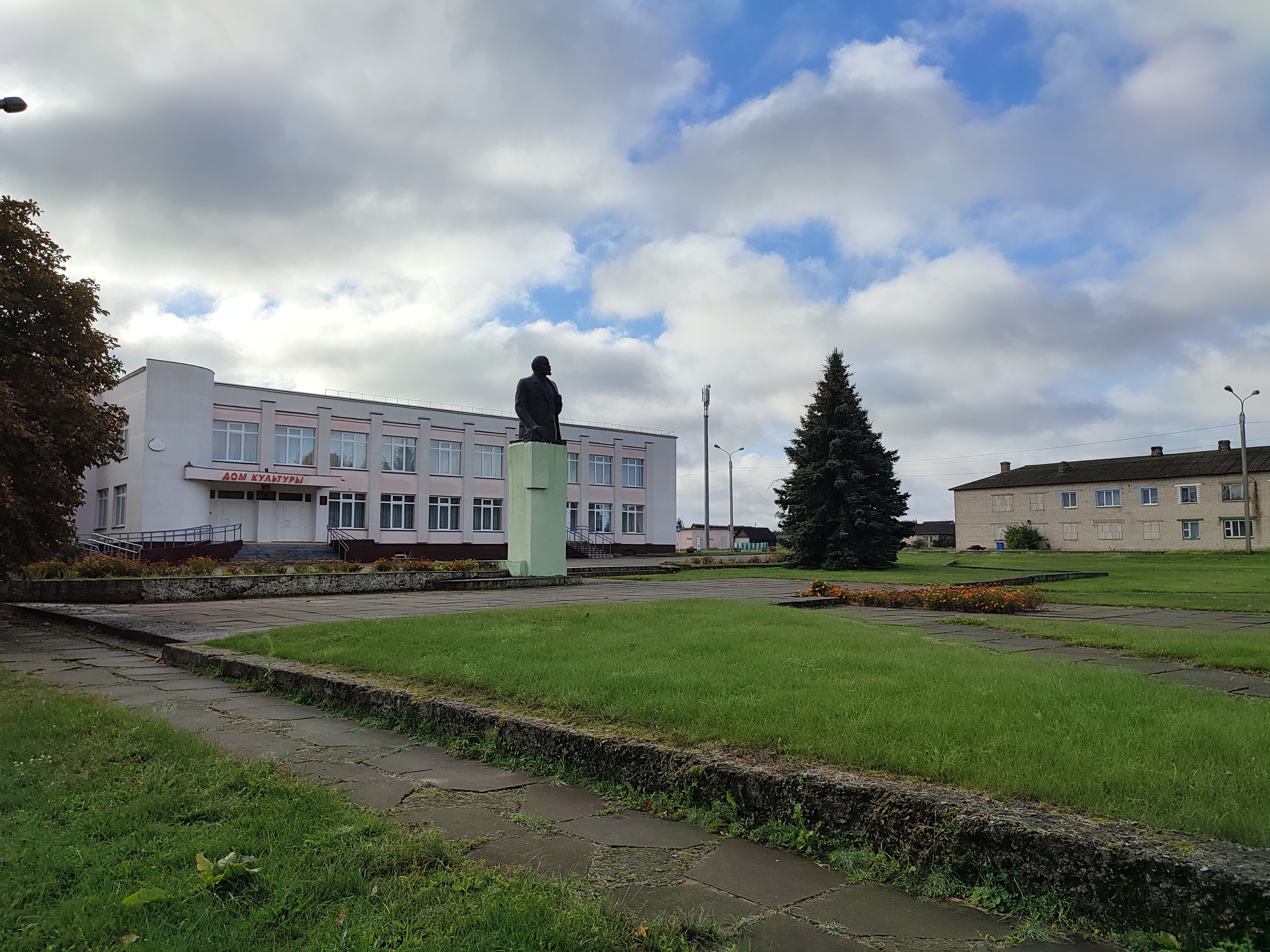
Дом культуры. Памятник В. И. Ленину
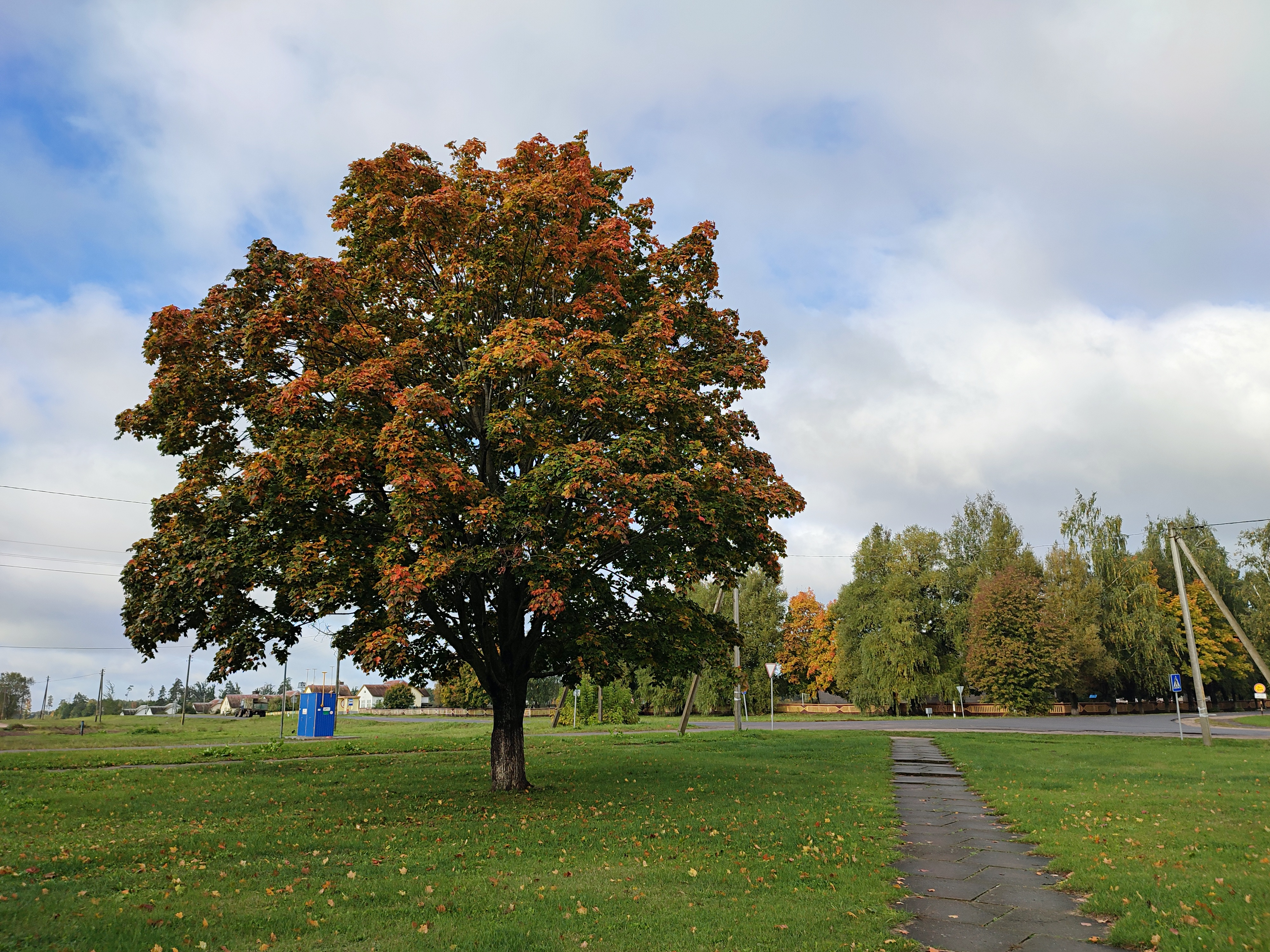
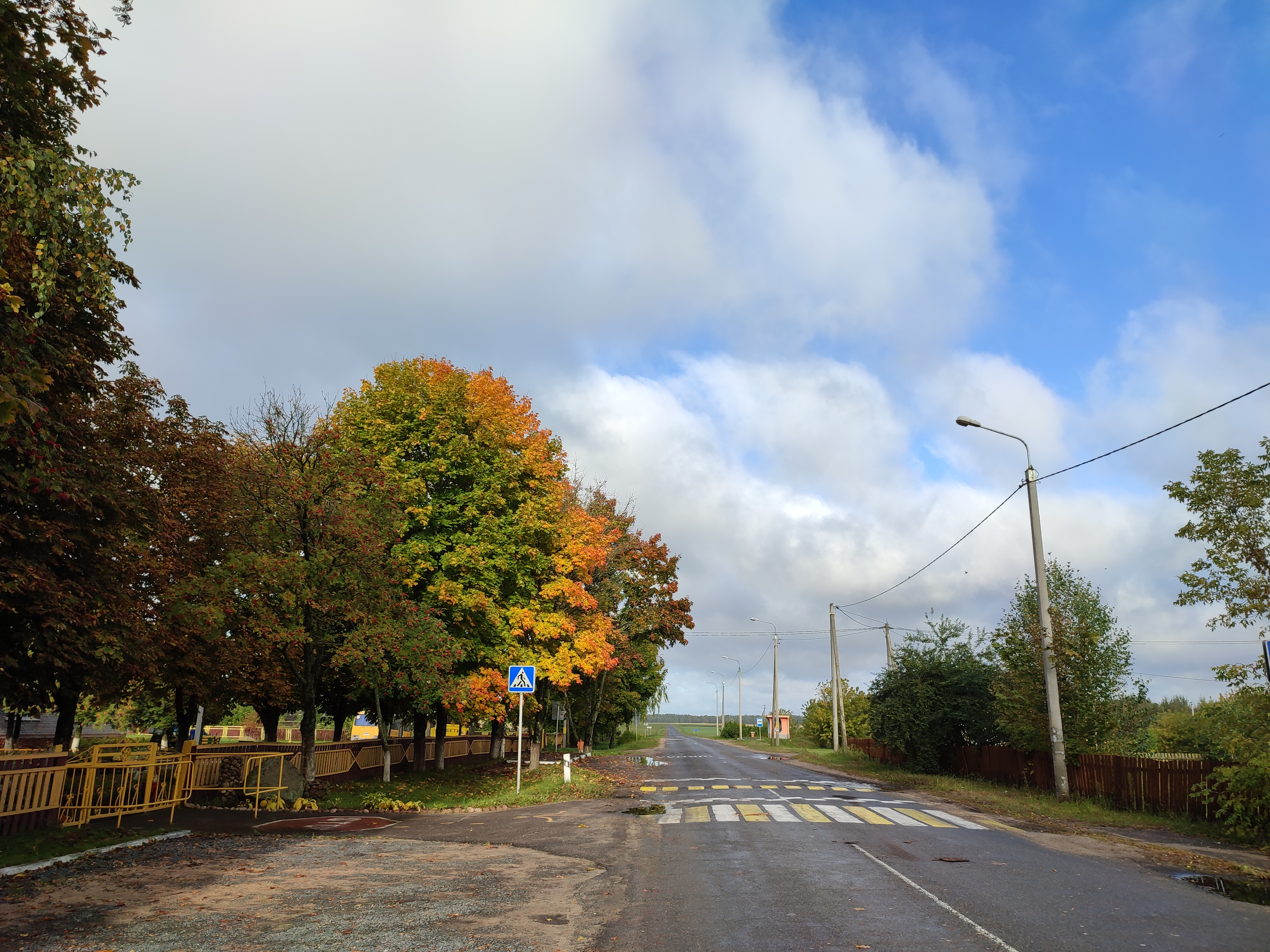
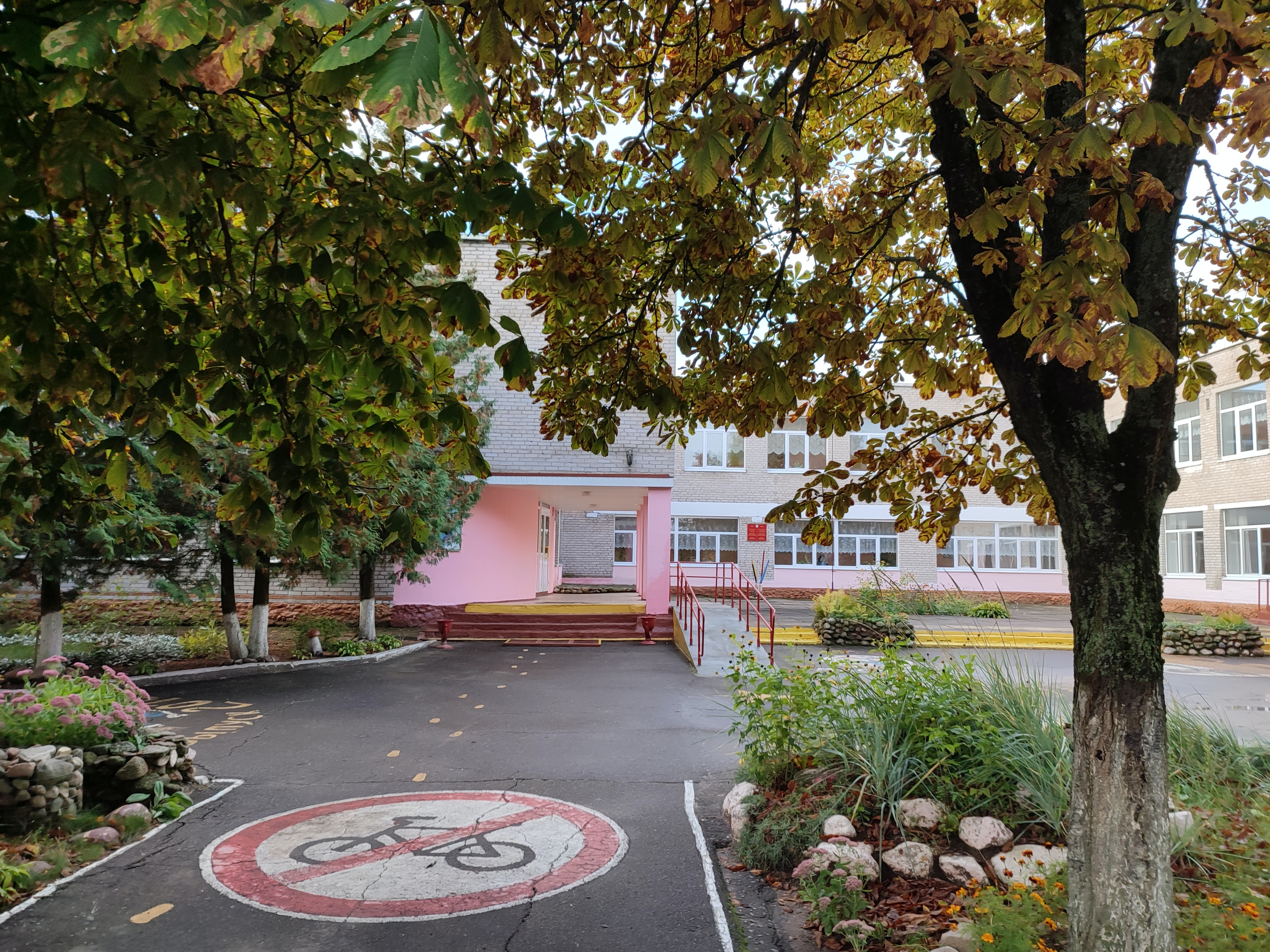
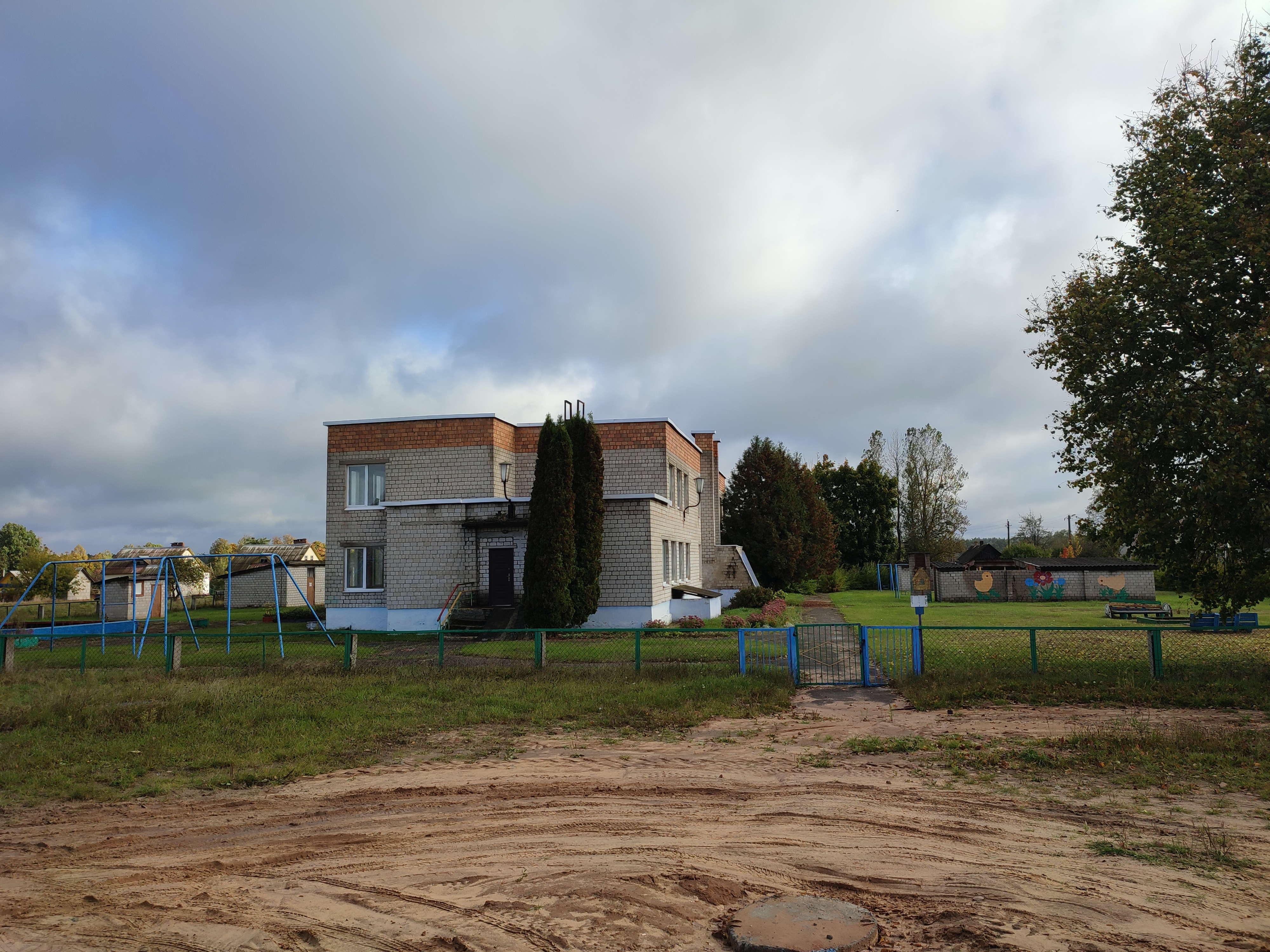
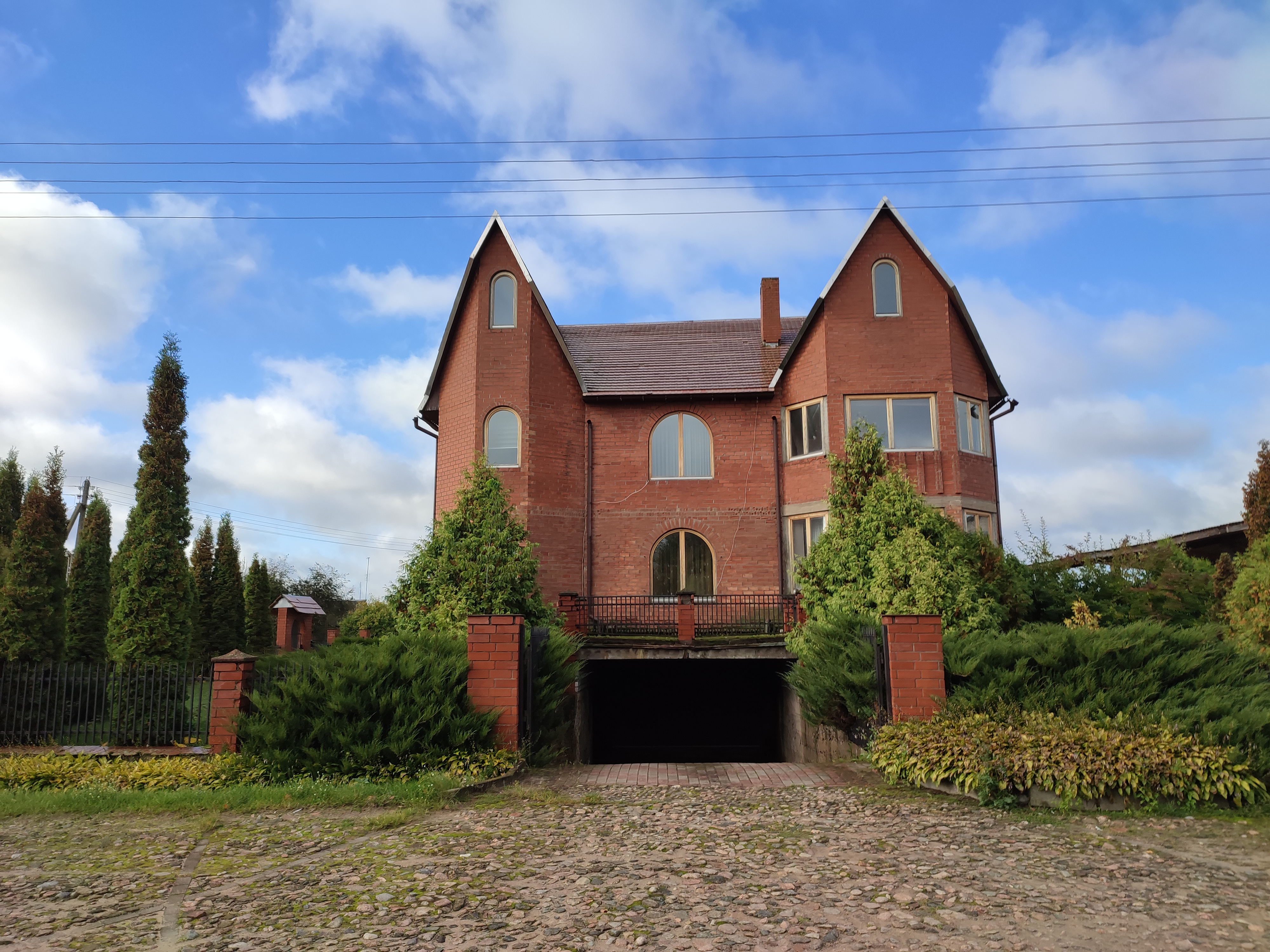
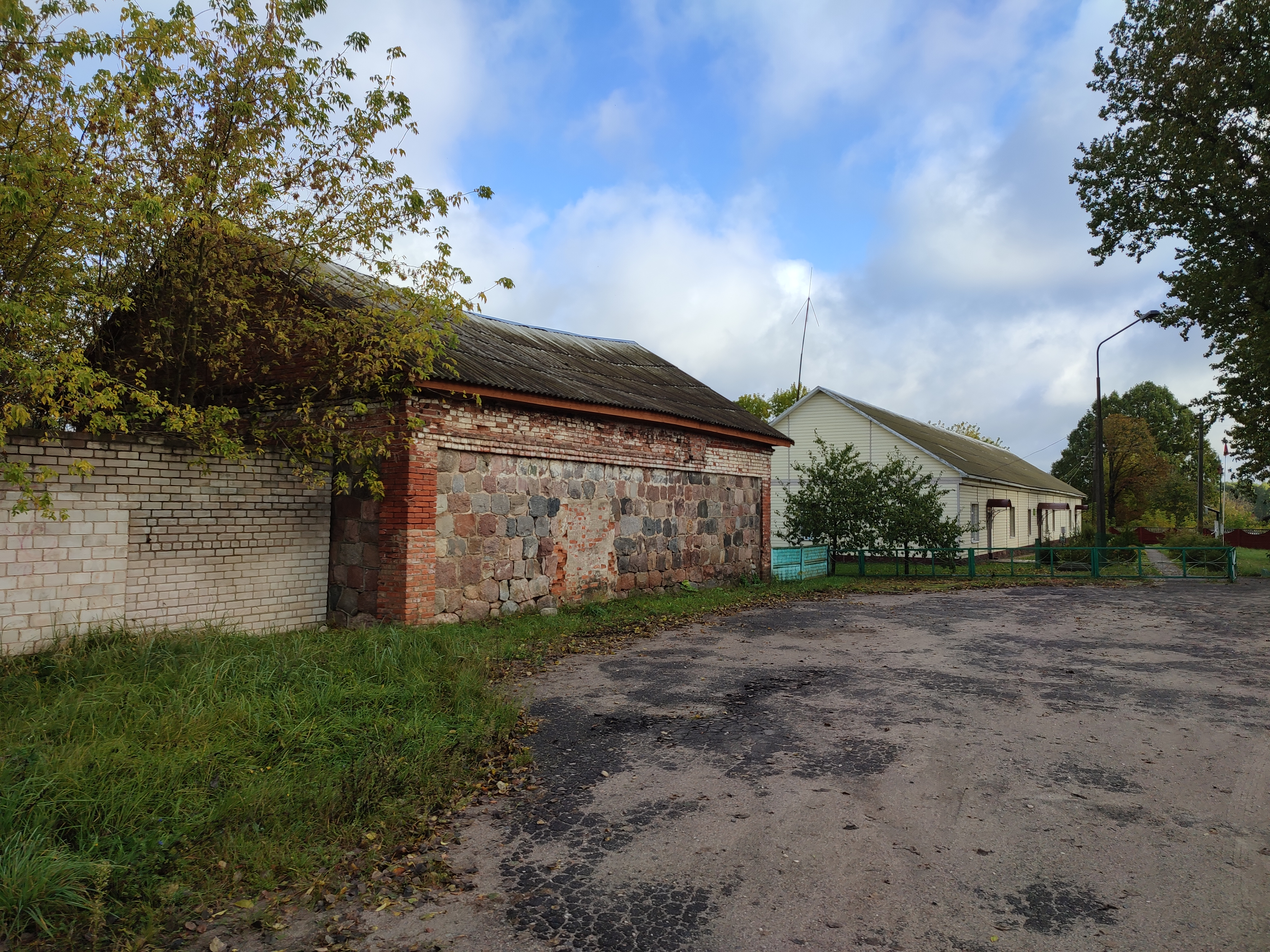
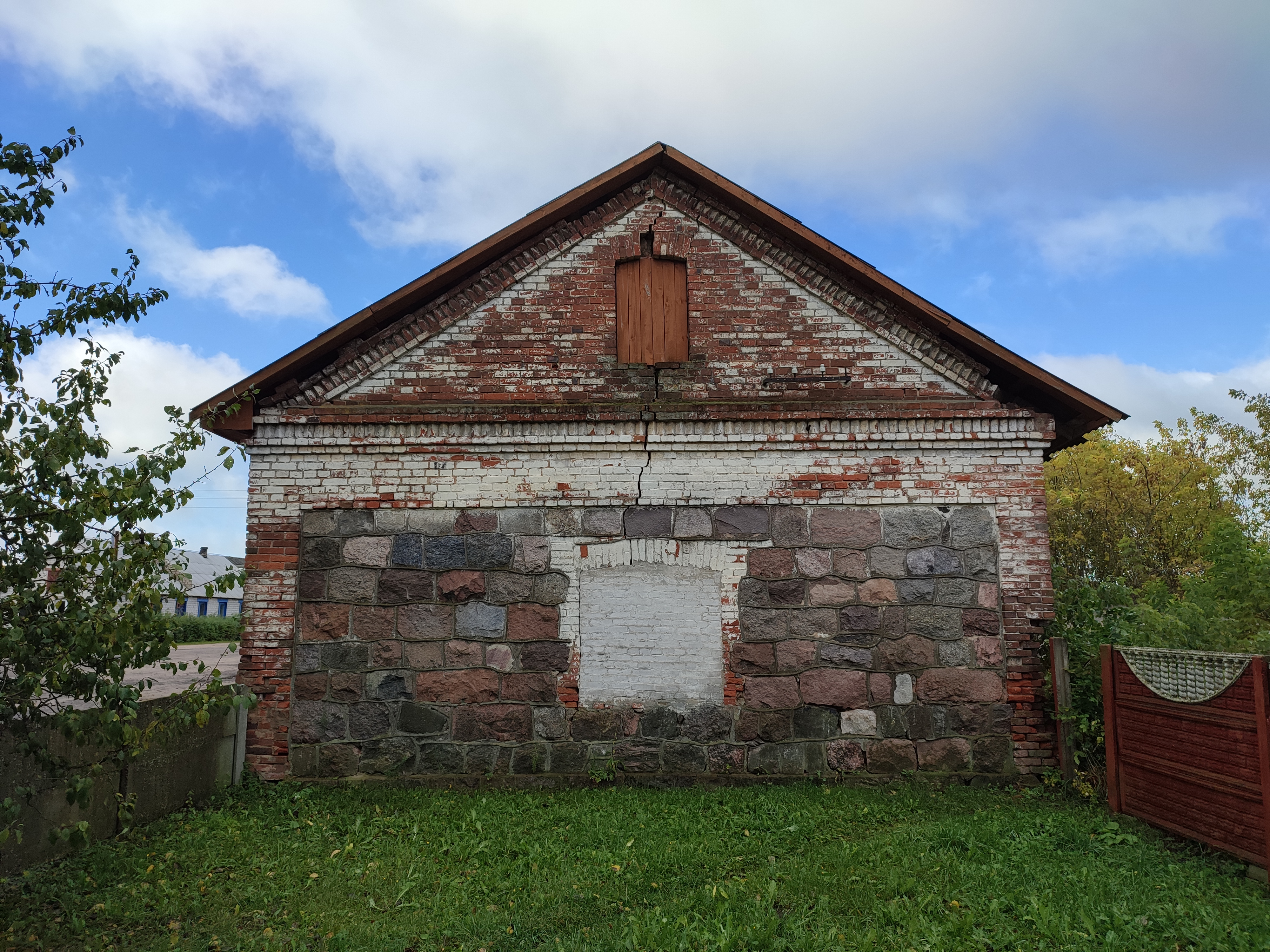
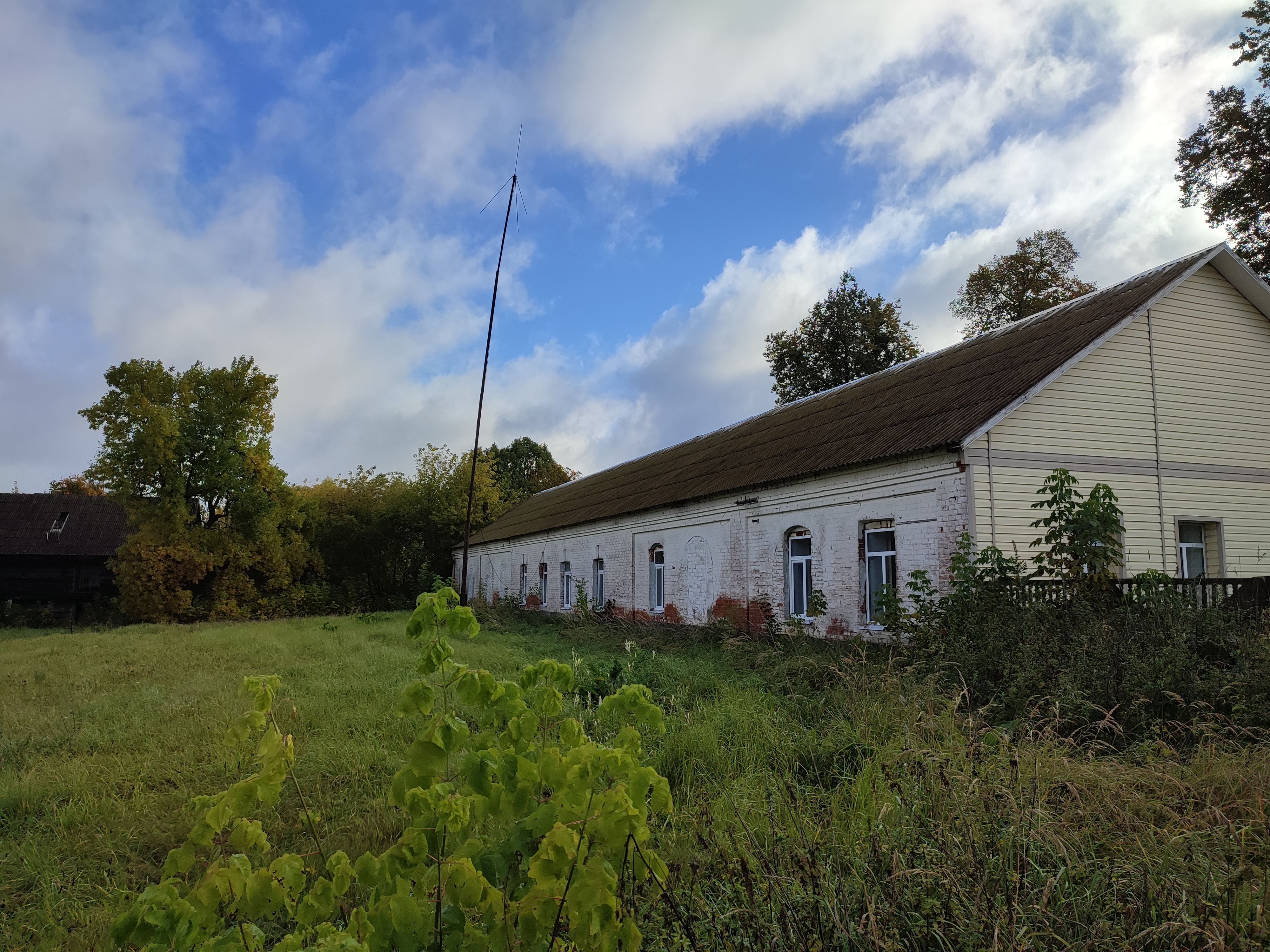
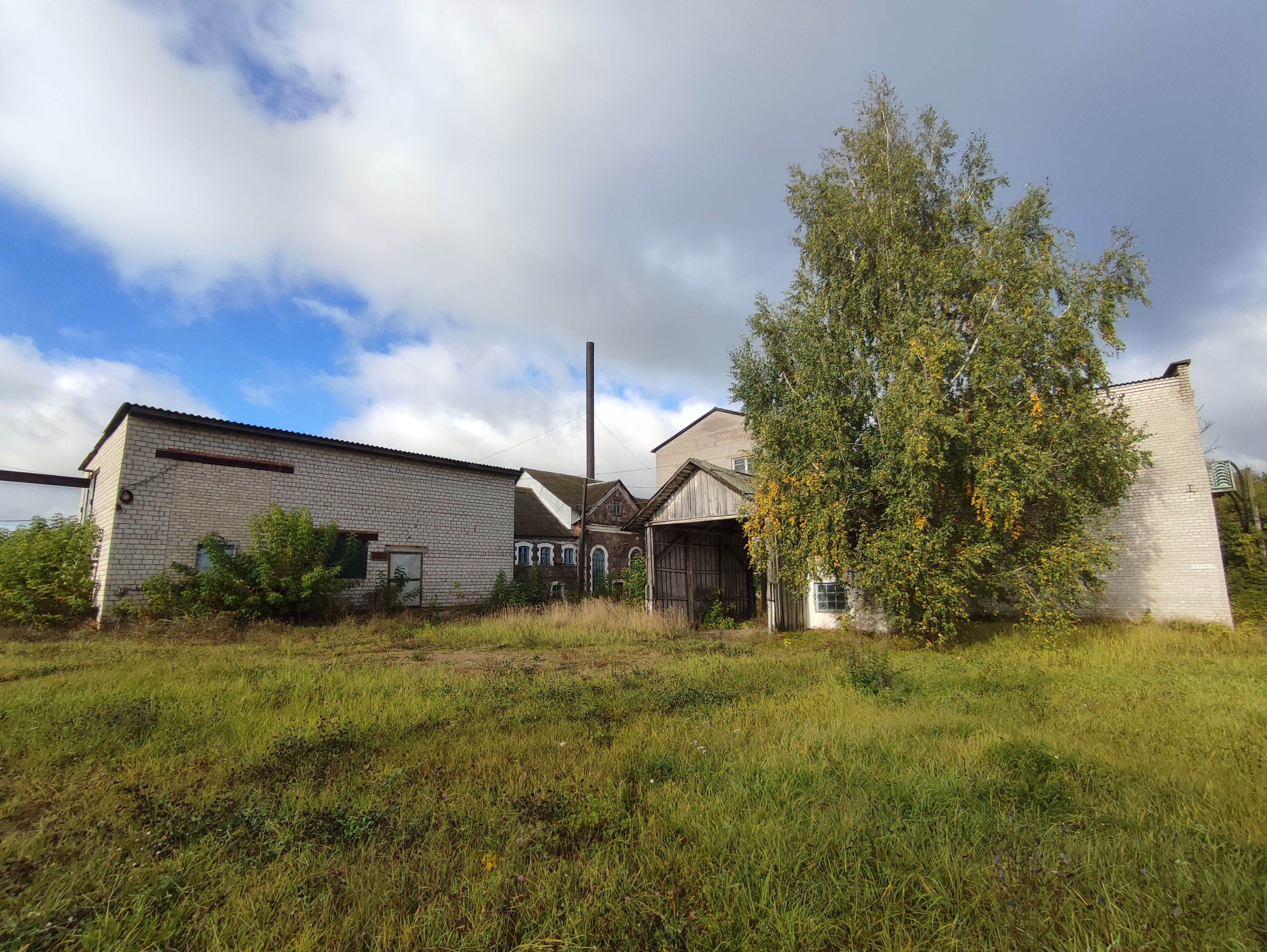
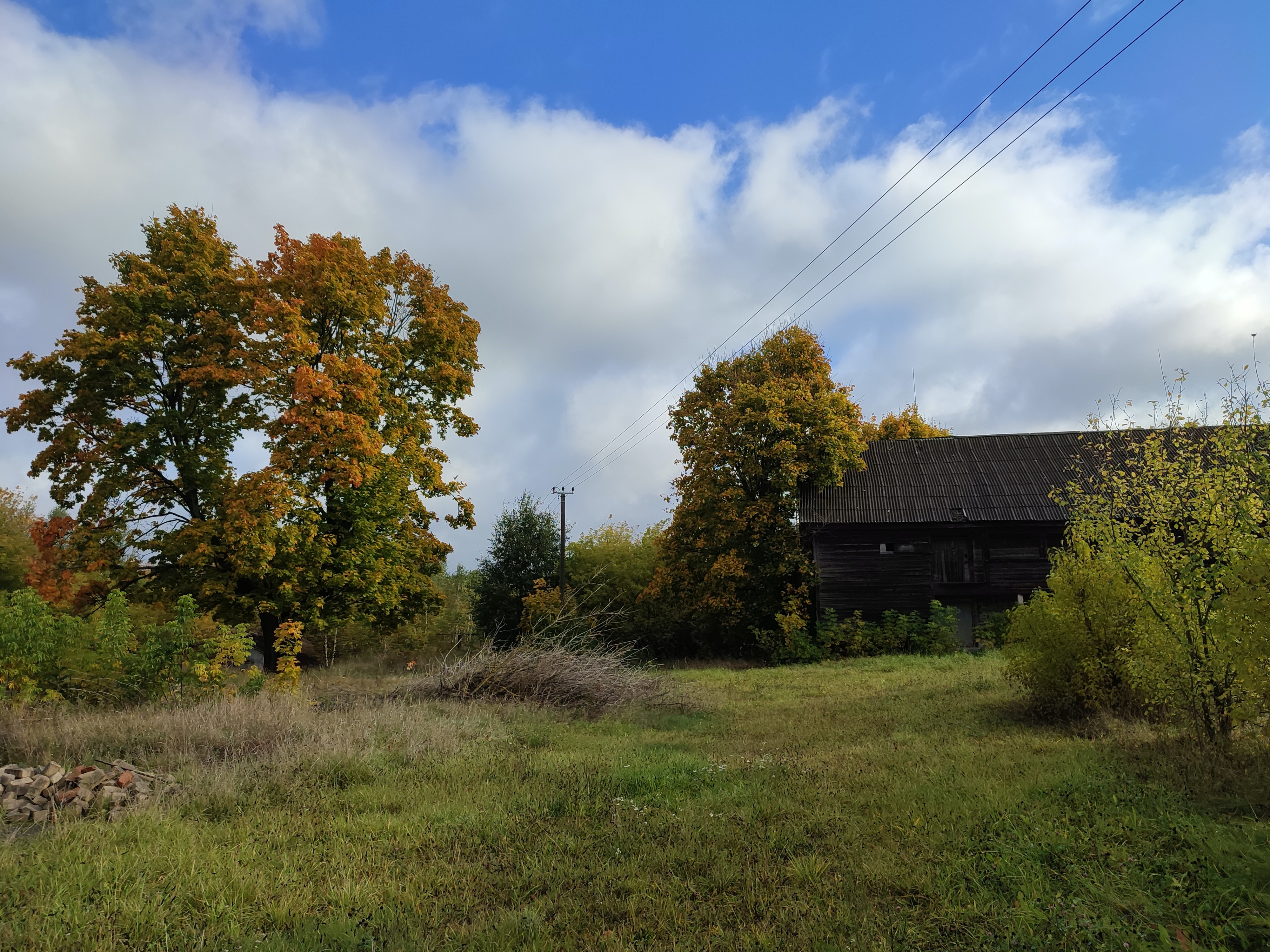
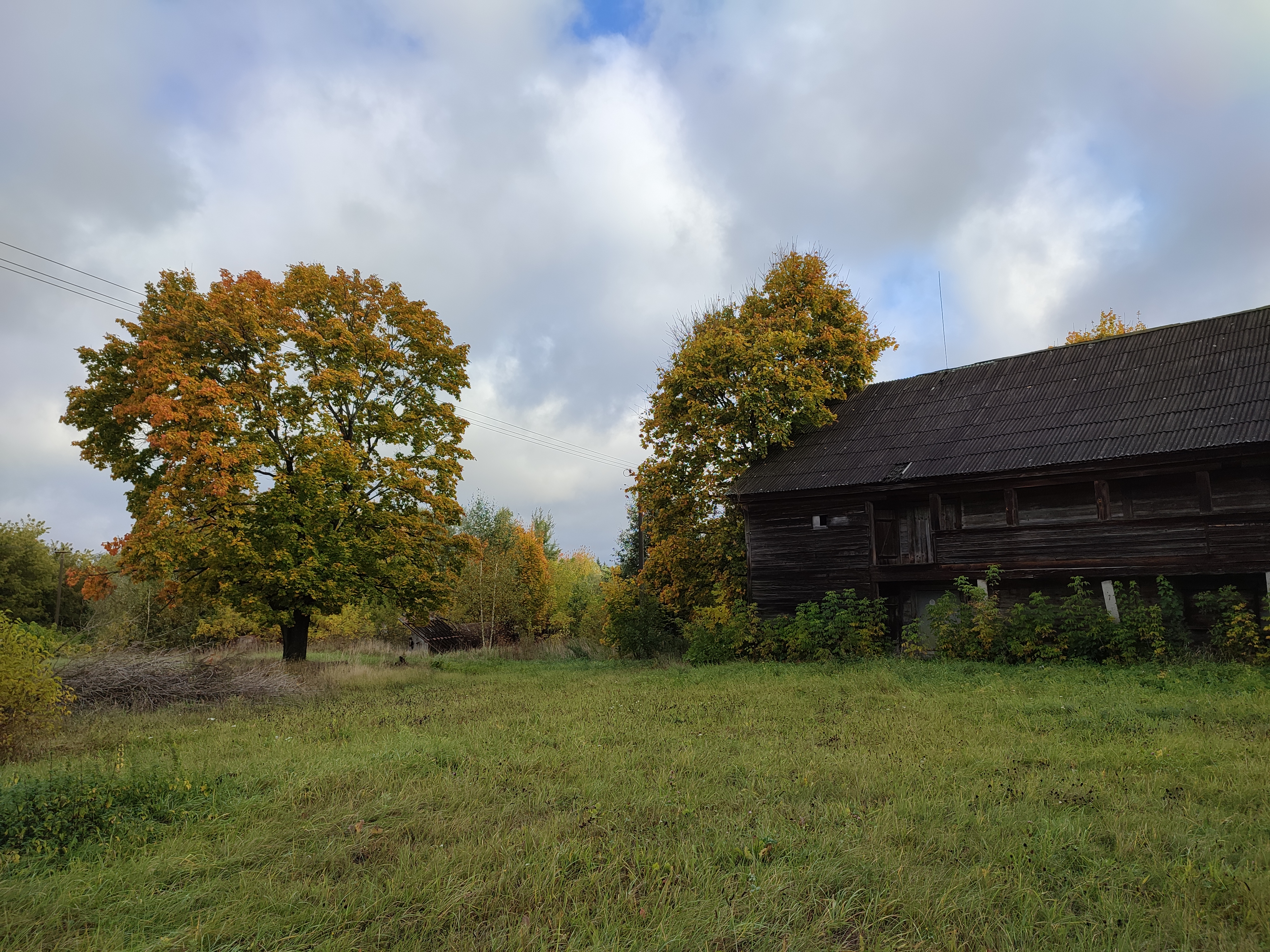
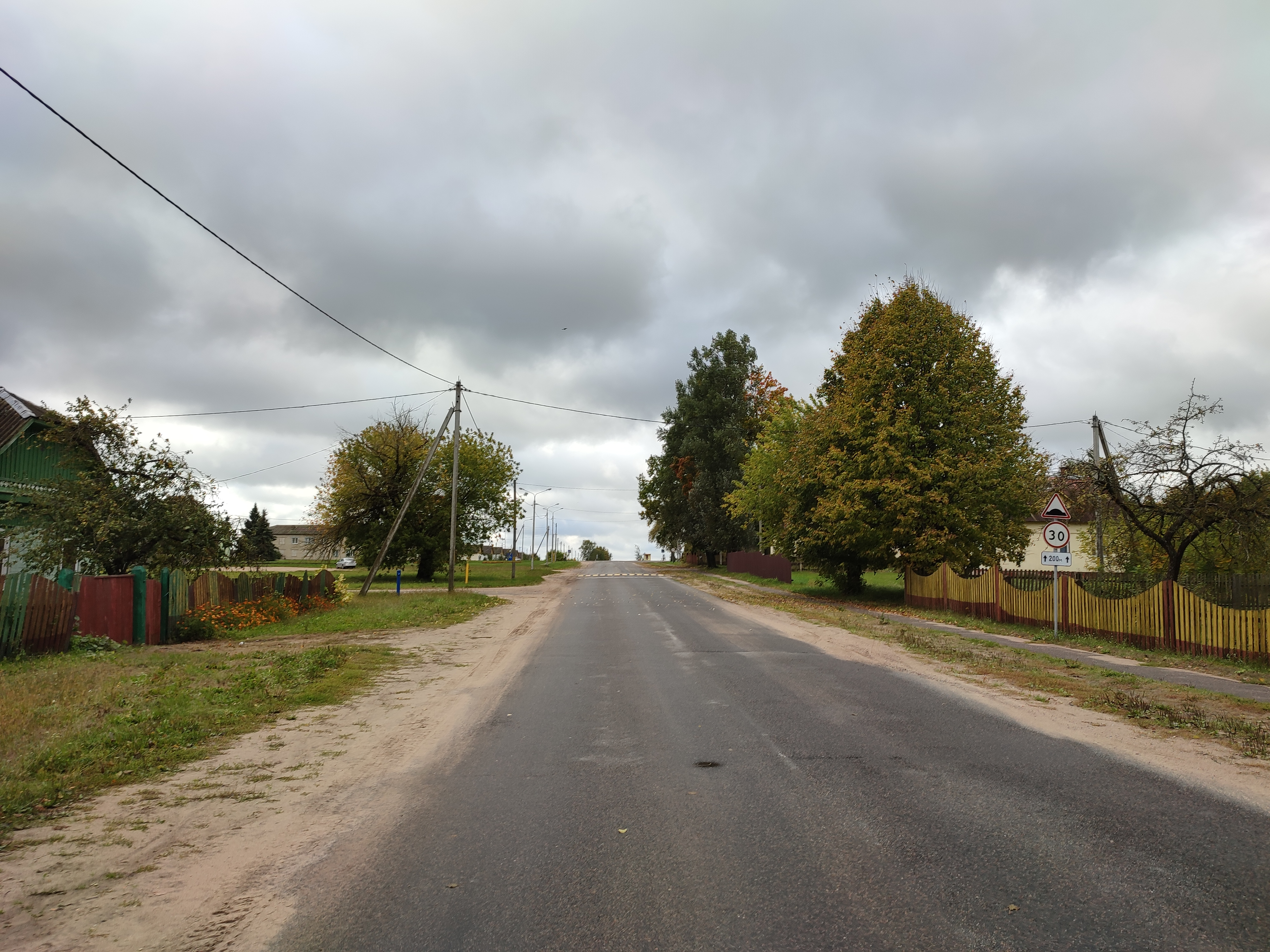

## Известные лица
- Ромашко, Николай Васильевич — советский военнослужащий, участник Великой Отечественной войны. Герой Советского Союза